# 아르타바주스

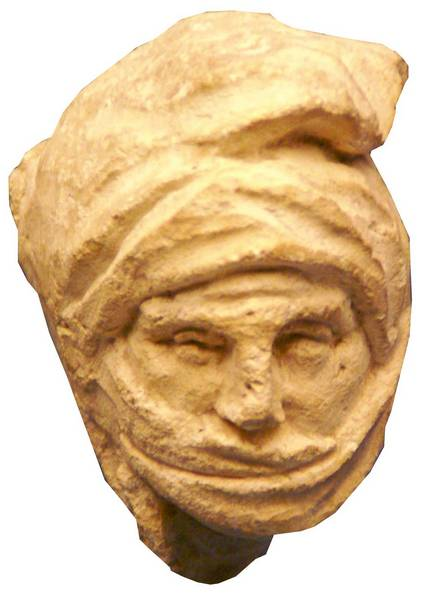

아르타바주스 (Artabazos)는 헬레스폰틴 프리기아(현재 튀르키예의 북서부)의 아케메네스 제국의 사트라프(태수)였다.
아르타바주스는 파르나케스의 아들로 크세르크세스 1세의 그리스 침입시의 장군 중 하나였다. 그는 예비 병력을 맡아서 아시아로의 귀로를 보호하였다. 그리고 포티테에아의 반란 집압을 책임졌다. 침입은 마도니우스가 아르타바주스의 조언을 무시하고 그리스 군을 플라타에아에서 전투에서 만났다가 패함으로써 끝났다.(기원전 479년). 그리스인은 승리함에 따라 이오니아로 항해하였다. 그곳에서 그들은 같은 해 미칼레 전투에서 티그라네스 아래의 방어군을 파괴하였다. 그러나 아르타바주스는 페르시아 잔류병을 이끌고 그리스를 나와 이오니아로 돌아왔다.
보답으로 아르타바주스는 헬레스폰틴 프리기아의 사트라프가 되었다. 이것이 그의 후손에게 전해졌다. 그는 그의 아들 파나바주스 또는 그의 손자 파나케스에 의해 계승되었다. 펠로폰네소스 전쟁 당시 외곽의 사트라프 파나케스는 다시 그의 아들에 의해 계승되었는데 그는 다른 파나바주스이다. 그는 스파르타와의 전쟁으로 알려져 있다.